# Sobrinarchibracon nigroflagellaris
Sobrinarchibracon nigroflagellaris is een insect dat behoort tot de orde vliesvleugeligen (Hymenoptera) en de familie van de schildwespen (Braconidae). De wetenschappelijke naam van de soort werd voor het eerst geldig gepubliceerd door Quicke in 1985.